# Зелёное Поле (Омский район)
Зелёное Поле — деревня в Омском районе Омской области, в составе Магистрального сельского поселения.
Население — 186 чел. (2010)

## География
Деревня расположена в лесостепи, в пределах Ишимской равнины, относящейся к Западно-Сибирской равнине, в 7 км от левого берега реки Иртыш. Рельеф местности равнинный. В окрестностях деревни распространены чернозёмы обыкновенные.
Деревня расположена в пригородной зоне Омска, в 17 км от центра города. Расстояние до районного центра посёлка Ростовка — 33 км. Административный центр сельского поселения посёлок Магистральный расположен к востоку от деревни.
Часовой пояс
Зелёное Поле, как и вся Омская область, находится в часовой зоне МСК+3. Смещение применяемого времени относительно UTC составляет +6:00.

## История
Основана эстонскими переселенцами в 1923 году.

## Население
Динамика численности населения
| 1926 | 1970 | 1979 | 1989 |
| ---- | ---- | ---- | ---- |
| 69   | 150  | 118  | 120  |

| 2006 | 2010 |
| ---- | ---- |
| 107  | ↗186 |

В 1989 году немцы составляли 55 % населения деревни.